# 精液
精液（せいえき、英: semen）とは、動物にみられるオスの生殖器官から分泌される液体である。ヒト（人間）の男性の場合、ほとんどは前立腺液や精嚢分泌液等からなる精漿（せいしょう、英: seminal plasma）であり、それに加えて受精に必要な精子を全体の1～5%ほど含む。
交尾や産卵の際、メスの卵細胞と受精するために、オスの生殖器から放出される。メスの体内で精液を放出し体内受精をする動物の射出は「射精」、水中に精液を放出して体外受精する貝や両生類などの水棲動物の射出は「放精」と呼ばれる。本記事では、主としてヒトの場合について述べる。

## 呼称
精液はヨーロッパでは「ザーメン」（英語: semen、ドイツ語: der Samen、「種子」の意味）」や「スペルマ」（ギリシア語: σπέρμα、イタリア語: sperma、フランス語: sperme、ロシア語: Сперма、「撒き散らされたもの」の意味）とも呼ばれる。日本語では「精子」と呼ばれることもある。中世から近世の文芸作品においては「腎水」（じんすい）、「契水」（きっすい）、「精水」（せいすい）のほか、「水飴」、「白酒」「しろみず」「白い吐血」「白き涙」「白血」「松脂」「玉水」「納豆汁」「菩提水」といった表現もある。地域や時代によっては「お汁」などとも呼ばれる。性犯罪の報道では、直接表現を避けて「体液」と呼称される。産科学や幼児教育においては卵子と精子を「あかちゃんのもと」ともいう。官能小説では、「子種」「雄汁」「男汁」「白濁液」「迸り」（ほとばしり）「滾り」（たぎり）「樹液」「カルピスの原液」「牡のエキス」｢おちんぽミルク｣「快感の証」などの表現が見られる。

## 成分
精液は液体成分の「精漿（せいしょう）」と細胞成分の「精子」で構成される。
精液は、その3割程度が前立腺の分泌液（前立腺液）で、残りの7割程度が精嚢からの分泌液（精嚢分泌液）であり、わずか（< 1%）に尿道球腺液を含み、これらの混合物の中に精子が懸濁している状態である。倍率400倍程度の顕微鏡で精液を観察すると、精子が鞭毛を動かしながら泳いでいるのを観察することができる。一般的には、精液といえば、精子も混ざった液体を指すが、無精子症、精管結紮（けっさつ）後の精液などでは、精子が含まれていない精液が体外に放出されることになる。
精嚢からの分泌液には果糖が多く含まれていて、細胞内部に栄養源をもたない精子の鞭毛運動を起こすエネルギー源に用いられる。精嚢の分泌液と合わさることで精子は初めてその鞭毛を動かして泳ぎ続けることが出来る。前立腺液にはクエン酸が多く含まれ、pHを弱アルカリ性に維持し、精子の生存を助ける。これ以外にも、精液からは多くの物質が分離、精製されており、精液の成分として知られている。例えば、前立腺液には多くの種類の蛋白質分解酵素（セリンプロテアーゼ）が含まれている。これは、精液をさらさらの液体にしたり、精子の細胞表面や女性生殖器内の物質に作用し、受精を起こりやすくするのにも役立っていると考えられている。
射精された直後から精子は精液中の果糖を消費しつつ鞭毛運動を行うが、無酸素運動であるため精液中に次第に乳酸が形成され液性が酸性に傾く。また、精子は単体では空気中・水道水中等において生存できない。しかし、実際の性交においては精液内に存在し保護されていることから、長時間にわたって活動を継続できる。したがって、「一度空気中に出たからあとは大丈夫だろう」という考えは非常に危険である。精子はほとんどが蛋白質でできており、デオキシリボ核酸も多く含まれる。
蛋白質分解酵素セリンプロテアーゼに、PSA (Prostate-specific antigen)、前立腺特異抗原と呼ばれる酵素がある。この酵素は前立腺から分泌され精液中にたくさん含まれている。前立腺肥大症や前立腺癌などの病変があると、精液中に分泌されるのとは別に、血液中にも分泌されてしまうことから、前立腺の腫瘍マーカーとして広く用いられている（前立腺を参照）。
プロスタグランジンは、前立腺からの分泌液に含まれていることが最初に調べられたため、前立腺 (prostate gland) にちなんでこの名があるが、精嚢からの分泌液に、より多く含まれていることが後に分かった。

## 射出時の精液体内における流れ
精巣（睾丸）で作られた精子は、運動性を持たない未成熟な状態で、隣接する精巣上体（副睾丸）下部の少量の液体中に蓄えられ、そこで成熟しつつ射精の瞬間を待っている。射精は、まず蓄えられていた精子が精巣上体の平滑筋の収縮により精管へと送り出され、精管の蠕動運動によって押し出されるように精管末端の精管膨大部へと到達する。精管膨大部の開口部は精嚢に合流して射精管に至り、ここで精子と精嚢の分泌液が混合される。この液体は精嚢の平滑筋の収縮により前立腺に送られ、前立腺の分泌液と混合されて精液となる。
さらに前立腺の平滑筋の収縮により尿道に押し出され、尿道に入った精液は、陰茎先端の外尿道口から体外に射出される。つまり、射精時に精液が射出されるのは精嚢や前立腺などの壁の平滑筋が射精反射によって協調して収縮することで起きている。尿道球腺液（カウパー液）も精液の成分となるが、尿道球腺液は射精時以前に分泌が起こっており、その粘液状の分泌液は尿道を予め湿らせ、滑りを良くし射精に備えるのに役立っている。

## ヒトの精液
ヒトでは、一般的に性交や自慰行為による陰茎への性的刺激により射精が誘発される。
色
ヒトの精液は、射精直後は濁った白色や黄白色の粘り気のある液体であるが、10分程経過するとほぼ透明のさらっとした液体に変化する。その理由は、射精直後には粘り気により女性生殖器内から精液が漏れ出すのを防ぎ、その後は精子の運動を助けるためにさらっとした液体に変化するものと考えられている。個人差もある。
臭い
最初は無臭であるが時間とともに臭気を発するようになり、栗の花に似た臭い、塩素系漂白剤やさらし粉などに似た臭いと形容されるが、個人差がある。
精液の特有のにおいの原因の1つとされるカダベリンは、化学式 H2N(CH2)5NH2 で表される構造を持つジアミンである。アミノ酸のリシンが脱炭酸することによって生成しており、生体内でも少量作り出されている。
味
基本的には苦い、しょっぱい。個人差があり、体調や食生活などによっても変化するとされる。
質
精液の質は男性の生殖能力の指標であり、精液中の精子が受精を達成する能力を示す。精液の質には、精子の量と質の両方が含まれる。WHOの調査によると、ヒト精液の下限基準値は、精液量：1.4mL、総精子数：1射精あたり3900万匹、精子濃度：1mLあたり1600万、運動率：42％、前進運動率：30％、生存率：54％、正常形態率：4% である(2021年時点)。
その他
基本的には皮膚に付着したり、飲みこんでも無害であるが、男性が性感染症の原因となるウイルス類に感染している場合、そのウイルスを媒介することが知られている。
また、弱アルカリ性であり、顔面に射精した際に目に入ると目に痛みを覚えることがあるため、完全に無害とは言えない。
その他、「女性が飲むことで、妊娠の可能性はあるのか」という疑問もあるが、妊娠をすることはあり得ない。

## 射出される精液の量と射出の勢い
1回の射精で射出される精液の量は、個人差が大きく、また同一の人間でも前回の射精からの経過時間や体調、ホルモンの分泌状態によって左右されるが、数ミリリットル程度が一般的である。（WHOの基準では2ml/回）短時間のうちに3〜4回射精するなど立て続けに頻繁に射精すれば一時的に精嚢がほぼ空になることはあるが、常に精子が作られ続け補充されていくので、ヒトの副睾丸（精巣上体）は空の状態からでも3日間で満たされる。満タンになっても精子は常に作り続けられ、古い精子は分解され体内に吸収される。俗に、男性は、満タンになっても常に精子が作られ続けるので、過剰な精子を捨てるために定期的に射精しなければいけないと言われるが、これは誤りである。
不妊治療の観点からは、精子が少ない男性は1日置いて射精した場合に精子運動率が高くなり、正常形態精子が多くなるという分析結果が出ている。また、精子の量が正常な男性でも11日射精しないと精子運動率や正常形態精子の数値が悪化するという。
また、長期間射精しなかったとしても蓄えられる精子の量は一定であり、前立腺などの分泌液の供給にも限界があるため、短時間に立て続けに何度も射精することはできない。そのうち、2回目の射精で射出される精液は粘り気が減少し、射出時の飛距離が伸びる傾向がある。3回目の射精以降は射出される精液の量も少なくなり、飛距離も減少していく。

## 精液の検出
衣類などに付着したものが精液であるか否かを判定する方法を「精液判定」といい、主に以下の方法を組み合わせる。
- 外観検査（特有の淡黄色を帯びた灰色の斑痕 および 蛋白質由来のゴワつきの確認）
- ALS光源（紫外線）照射による蛍光呈色の確認
- 顕微鏡観察による精子の存在確認
- 試薬を用いた前立腺由来物質の検出（前立腺由来の酵素、酸性ホスファターゼの活性を利用）

これらの精液検出法は、性犯罪の捜査において被害者の衣類、性器、直腸、口腔内などに残された物質が精液であることを特定するために用いられ、精液であることを確認した後にDNA採取などを行う。
また、試薬による検査法は市販の浮気検査薬にも応用されている。
精液の存在の有無を示すだけであるが、男性は精通以降は性交しなくとも自慰による射精、夢精、性的興奮による尿道球腺液の分泌（精子を含むこともある）、あるいは射精しなくても尿に精液が混入することもあり、尿道から染み出した精液成分で下着が汚染されることは珍しくないため、男性の浮気調査には利用できない。
いっぽう、女性が浮気しており、浮気相手の男性が膣内射精していれば、膣から漏れ出た精液が下着に付着しているため検出することができるが、性交から数日経ってから漏れ出ることもあるため、パートナーである男性とも性交する関係にある場合は、検出された精液がパートナーのものか浮気相手のものか区別することができない。